# Abu Zakarija Jahja
Abu Zakarija Jahja (arabsko أبو زكريا يحيى بن حفص, Abu Zakarija Jahja I ben Abd al-Vahid) je bil ustanovitelj in prvi sultan Hafsidske dinastije v Ifrikiji, * 1203, † 5. oktober 1249, Hafsidski sultanat.
Bil je vnuk šejka Abu al-Hafsa, vodje berberske plemenske zveze Hintata (ali Hin Tata) in za Abd al-Mu'minom vodja Almohadov.

## Življenje
Bil je almohadski guverner Gabèsa in nato do leta 1228 Tunisa. Položaj v Tunisu je podedoval od očeta. Leta 1228 se je uprl svojemu bratu Abd Alahu, kar je brata prisililo, da je odšel iz Tunisa v Kairouan, da bi se v bitki soočil s svojim bratom. Vojska ga je zapustile in Abu Zakarija ga je konec junija strmoglavil.
Ko je izvedel, da je almohadski kalif v Marakešu al-Ma'mun strmoglavil in ubil dva njegova brata in ukinil Ibn Tumartov nauk, se je znova uprl centralni oblasti. Al-Ma'mun je tudi ukazal imamom, naj v mošejah žalijo Ibn Tumarto, in ukinil  klic k molitvi v berberščini.

### Osvajanja
Abu Zakarija je začel širiti svojo oblast v okolico svoje mlade države in leta 1229 svojo vojsko povedel do Konstantine in Béjaïe.
Almohadi so bili preobremenjeni z notranjimi spori, upori in revolucijami, ki so se dogajali v Andaluziji in Magrebu, zato je Abu Zakarija med osvajanjem almohadskega ozemlja naletel na majhen upor.

### Neodvisnost od Almohadov
Po uspešnih pohodih se je vrnil v Tunis in leta 1229 razglasil svojo neodvisnost. Leta 1234 je priključil Tripolis. Leta 1235 Alžir, lata 1236 reko Čelif in od leta 1235 do 1238 podjarmil pomembno plemesko zvezo Berberov.
Julija 1242 je zavzel Tlemcen, s čimer je prisilil tlemcenskega sultana, da je postal njegov vazal. Med njegovo vladavino se je v zahodnem Magrebu izoblikovala vrsta majhnih držav.
Decembra istega leta je umrl kalif Abd al-Vahid II. in  Abu Zakarija je postal najmočnejši vladar v Magrebu. V tem času so Hafsidi zasedli tudi berberski emirat Sijilmasa in ga obdržali 30 let. Ob koncu njegove vladavine so priznali njegovo oblast tudi maroška dinastija Marinidov in več muslimanskih knezov v Al-Andaluzu in mu začeli plačevati davek.

### Trgovina in gradnje
Abu Zakarija je ustanovil svojo prestolnico  v Tunisu in tam zgradil mošeje, medrese, suke in druge zgradbe. Najpomembnejši sta medresa al-Šammā'ijja in mošeja Kazba.
Vzpostavil je trgovske in diplomatske stike s cesarjem Friderikom II. Švabskim, Aragonsko krono, Provanso, Languedocom, Benetkami, Piso in Genovo. Po letu 1239 se je zbližal s Kraljevino Sicilijo in ji v zameno za svobodno trgovino in dobave sicilskega žita plačeval letni davek. Pomorska trgovina v Tunisu se je  povečala in mesto je postalo pomembno gospodarsko in kulturno središče. V mesto so se med njegovo vladavino zatekli mnogi, ki so bežali pred špansko rekonkvisto. Na svojem dvoru je sprejeli številne veljake in učenjake iz Andaluzije.
Judom, ki so se med vladavino Almohadov pod prisilo spreobrnili v islam, je dovolil vrnitev v judovstvo in živeti v relativno normalnih razmerah. Sinagoge, zaprte ali uničene v obdobju Almohadov, so bile ponovno odprte ali obnovljene. Judje so dobili zelo pomembno vlogo v gospodarski politiki in zunanji trgovini, ki ju je razvil Abu Zakarija.
Kot spreten general je z vojsko svojega plemena vzpostavil močno državo. Njegova Hafsidska dinastija je v Tunizijo prinesla mir, blaginjo in stabilnost.
Njegov naslednik Mohamed I. al-Mustansir se je leta 1256 razglasil za kalifa in nadaljeval politiko svojega očeta.

## Vir
- Julien, Charles-André. Histoire de l'Afrique du Nord, des origines à 1830,  Payot, Pariz, 1994.

| Abu Zakarija Jahja HafsidiRojen: 1203 Umrl: 5. oktober 1249 |                                          |                                    |
| Vladarski nazivi                                            |                                          |                                    |
| Predhodnik: -                                               | Sultan Hafsidskega sultanata 1229 – 1249 | Naslednik: Mohamed I. al-Mustansir |